# Ewingia coenobitae
Ewingia coenobitae is een mijtensoort uit de familie van de Acaridae. De wetenschappelijke naam van de soort is voor het eerst geldig gepubliceerd in 1929 door Pearse.